# H2O Music
La H2O Music è un'etichetta di musica alternativa di proprietà della major Sony Music nata nel 2005, ed è stata una delle prime etichette specializzate nella produzione di musica concepita per il digitale e la vendita tramite Store digitali e della telefonia.

## Storia della H2O
La prima band a cui l'etichetta decide di dare fiducia è la crew romana dei Cor Veleno seguita dopo qualche mese dagli esordienti The Styles, Trikobalto e Supernova. H2o inoltre è distributore digitale dell'etichetta indipendente Aiuola Dischi, la cui prima uscita digitale è stato il secondo acclamato disco dei Non voglio che Clara.

## Artisti sotto l'etichetta H2O MUSIC
- Cor Veleno (Hip-Hop/Rap)
- The Styles (Hard Rock)
- Trikobalto (Funk)
- Supernova (Dance)
- Non voglio che Clara (Pop) - solo distribuzione
- Nadàr Solo (Rock) - distribuzione